# Clérigos Regulares de la Madre de Dios
La Orden de Clérigos Regulares de la Madre de Dios (en latín: Ordo Clericorum Regularium Matris Dei), o también Orden de la Madre de Dios, es una Orden religiosa católica de Clérigos regulares, de derecho pontificio, fundada el 1 de septiembre de 1574 en Lucca, Italia, por San Juan Leonardi. Los miembros de este instituto son conocidos comúnmente como Clérigos Regulares de la Madre de Dios, o simplemente como Leonardinos, y posponen a sus nombres las siglas: O.M.D.

## Historia

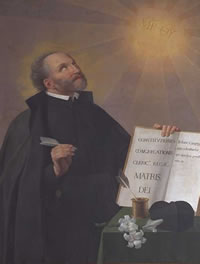
Juan Leonardi (1541-1609), fundador de la Orden.

La Orden fue fundada por el sacerdote italiano  San Juan Leonardi, siendo capellán de la iglesia Santa María de la Rosa en Lucca, Italia. El 1 de septiembre de 1574, inició oficialmente el instituto con la profesión religiosa de Leonardi y sus primeros compañeros, Giorgio Arrighini,  Giambattista Cioni, y los hermanos Cesare y Giulio Franciotti.
La Orden recibió la aprobación diocesana de parte del obispo de Lucca, Alessandro Guidiccioni, el 8 de marzo de 1583. Leonardi se trasladó a Roma para obtener la aprobación pontifica, la cual consiguió el 13 de octubre de 1595, por medio del breve Ex quo divina majestas de Clemente VIII. Recibió además la administración de la iglesia de Santa María in Pórtico (hoy desaparecida). A la muerte del fundador la orden contaba solo con dos casas, la de Roma y la de Lucca.
Pablo V decretó la unión de los Clérigos Regulares de la Madre de Dios con la Orden de los Clérigos Regulares pobres de la Madre de Dios de las Escuelas Pías, más conocidos como Escolapios, el 14 de enero de 1614. Sin embargo el mismo papa, el 6 de marzo de 1617, restableció la Orden, modificando sus constituciones y aprobándolas definitivamente el 3 de noviembre de 1621.
El Fundador fue proclamado Siervo de Dios por el Papa  Gregorio XV,  declarado Venerable por el Papa Benedicto XIV el 27 de diciembre de 1757, Beatificado por el Papa Pío IX, "el 10 de noviembre de 1861," y canonizado por Pío XI, el 17 de abril de 1938.

## Actividades y presencias
Los Leonardinos se dedican principalmente al ministerio sacerdotal mediante las obras parroquiales u otras obras de apostolado.
En 2014, la Orden contaba con unos 80 religiosos, de los cuales 50 eran sacerdotes, y unas 17 casas, presentes en Italia, Chile, India,  Nigeria,  Indonesia y Colombia El Lugar de fundación de la O.M.D fue en la Iglesia Santa María de la Rosa en Lucca-Italia, Su Casa Madre es la Iglesia Santa María Corteorlandini en Lucca  y la Casa  General, se encuentra en Roma, en la Piazza Santa María in Campitelli. El actual Rector General es el religioso italiano Antonio Luigi Piccolo .